# Rubus circipanicus
Rubus circipanicus — вид квіткових рослин з родини трояндових (Rosaceae). Ареал: південна Данія, Німеччина (Бранденбург, Баварія, Мекленбург-Передня Померанія, Нижня Саксонія, Шлезвіг-Гольштейн, Саксонія-Ангальт, Тюрінгія), північно-західна Польща.

## Біоморфологічна характеристика
Стебло запушене та з колючками. Листя запушене; ніжка листка запушена та з колючками. Кінцеві листочки: помірно довгі або довші черешки (приблизно 30–40%), від еліптичної до оберненояйцеподібної форми з округлою або злегка серцеподібною основою, з кінчиком 1.5–2 см завдовжки, іноді дуже широкі на кінці, часто майже круглі. Суцвіття від вузького до помірно широкого, зазвичай не дуже розгалужене. Квітконоси ± ворсинчасто запушені й містять численні сидячі залозки; колючки 2–8 мм. Чашечка: сіро-зелена, волохато-повстяна, загнута назад. Пелюстки від блідо-рожевого до яскраво-рожевого забарвлення, завдовжки приблизно 11–14 мм. 